# Magnya Carta
Cet article concerne l'album de rock. Pour l'astéroïde, voir (1459) Magnya.
Albums de An Cafe
Shikisai Moment
(2005) Gokutama Rock Cafe
(2008)
Magnya Carta (マグニャカルタ, magunyakaruta) est le second album réalisé par An Cafe le 29 novembre 2006. Un DVD accompagne l'album.

## Titres des pistes
1. Lock On The Brand New World (Lock On The O New Sekai) - 4:57
2. Smile Ichiban II (Onna) - 4:12
3. Nyappy In The World 2 - 4:26
4. Pipopapo Telepathy - 3:31
5. Mapple Gunman - 3:51
6. Pxxxy'n Purrin - 4:45
7. Portraying Light With Rainbow Colored Crayon (Nanairo Crayon De Egaku Hikari) - 5:10
8. Snow Scene - 4:12
9. Narcissistic Little Devil (Jikoaishugisha No Mijuku Na Akuma) - 3:57
10. Meguiraeta Kiseki - 5:37
11. Magnya Mix - 5:03

## Musiciens
- Miku – Chant
- Bou – Guitare
- Kanon – Basse
- Teruki – Batterie